# Општина Канал об Сочи
Општина Канал об Сочи (словен. Kanal ob Soči) је једна од општина Горишке регије у држави Словенији. Седиште општине је градић Канал.
Област Брда познат су виноградарски крај у Словенији.

## Природне одлике
Рељеф: Општина Канал об Сочи налази се на западу државе. У средишњем делу општине налази се долина реке Соче. Западно се пружа побрђе, познато као Брда, а источно се уздиже планина Трновски Гозд.
Клима: У општини влада измењено средоземна клима.
Воде: Најважнији водоток у општини је река Соча, а сви мањи водотоци су њене притоке.

## Становништво
Општина Канал об Сочи је ретко насељена.

## Насеља општине
| - Ајба - Анхово - Авче - Бодреж - Гољевица - Горења Вас - Горење Неково - Горење Поље - Дескле - Доблар - Долење Неково - Загомила | - Загора - Запоток - Јесен - Кал над Каналом - Камбрешко - Каменца над Ложицами - Канал - Каналски Врх - Крстеница - Левпа - Лиг - Ложице | - Морско - Мочила - Паљево - Плаве - Прелесје при Плавах - Равна - Робидни Брег - Рочињ - Сенишки Брег - Укање - Чолница |  |